# Karl Friedrich Hermann
Karl Friedrich Hermann (født 4. august 1804 i Frankfurt am Main, død 31. december 1855 i Göttingen) var en tysk klassisk filolog.
Hermann var 1832—1842 professor i Marburg, derefter i Göttingen. Hans hovedværk er: Lehrbuch der griechischen Antiquitäten (I—III, 
1831—52); i ny bearbejdelse (4 bind) ved Blümner, Dittenberger og andre (1882 ff.). Endvidere kan nævnes: Geschichte und System der platonischen Philosophie (1839, ufuldendt), en tekstrecension af Platon (1851—1853); hans Kulturgeschichte der Griechen und Römer blev udgiven af Karl Gustav Schmidt (2 bind 1857—1858). En del af hans talrige mindre arbejder foreligger i Gesammelte Abhandlungen (1849).